# 伍德蘭 (緬因州華盛頓縣)
伍德蘭（英語：Woodland）是位於美國緬因州華盛頓縣的一個普查規定居民點。

## 人口
根據2020年美國人口普查的數據，伍德蘭的面積為3.90平方千米，當中陸地面積為3.10平方千米，而水域面積為0.80平方千米。當地共有人口952人，而人口密度為每平方千米244.1人。